# Campionati del mondo di atletica leggera 1991 - Salto in lungo maschile
La gara del salto in lungo maschile ai campionati del mondo di atletica leggera 1991 si è svolta tra il 29 e il 30 agosto presso lo Stadio Olimpico di Tokyo.

## Podio
| Medaglia | Atleta        | Nazionalità | Misura | Note |
| -------- | ------------- | ----------- | ------ | ---- |
| Oro      | Mike Powell   | Stati Uniti | 8,95 m |      |
| Argento  | Carl Lewis    | Stati Uniti | 8,91 m | w    |
| Bronzo   | Larry Myricks | Stati Uniti | 8,42 m |      |

## Situazione pre-gara

### Record
Prima della competizione, il record del mondo e il record dei campionati erano i seguenti:
| Record                | Prestazione       | Atleta                 | Data e luogo                               |
| --------------------- | ----------------- | ---------------------- | ------------------------------------------ |
| Record mondiale       | 8,90 m (+2,0 m/s) | Bob Beamon Stati Uniti | 18 ottobre 1968 Città del Messico, Messico |
| Record dei campionati | 8,67 m (+0,4 m/s) | Carl Lewis Stati Uniti | 5 settembre 1987 Roma, Italia              |

### Campioni in carica
| Campione | Atleta                      | Prestazione | Data e luogo                          |
| -------- | --------------------------- | ----------- | ------------------------------------- |
| Olimpico | Carl Lewis Stati Uniti      | 8,72 m      | 26 settembre 1988 Seul, Corea del Sud |
| Mondiale | Carl Lewis Stati Uniti      | 8,67 m      | 5 settembre 1987 Roma, Italia         |
| Europeo  | Dietmar Haaf Germania Ovest | 8,25 m      | 30 agosto 1990 Spalato, Jugoslavia    |

### La stagione
Prima di questa gara, gli atleti con le tre migliori prestazioni dell'anno erano i seguenti:
| Pos. | Atleta                       | Prestazione       | Data e luogo                         |
| ---- | ---------------------------- | ----------------- | ------------------------------------ |
| 1    | Carl Lewis Stati Uniti       | 8,64 m (+1,7 m/s) | 15 giugno 1991 New York, Stati Uniti |
| 2    | Mike Powell Stati Uniti      | 8,63 m (+0,5 m/s) | 15 giugno 1991 New York, Stati Uniti |
| 3    | Larry Myricks Stati Uniti    | 8,50 m (+1,9 m/s) | 15 giugno 1991 New York, Stati Uniti |
| 3    | Llewellyn Starks Stati Uniti | 8,50 m (+0,2 m/s) | 7 luglio 1991 Rhede, Germania        |

## Risultati

### Finale
La finale si è svolta venerdì 30 agosto 1991 alle ore 17:30 (UTC+9).
| Pos. | Atleta                  | Nazionalità      | 1ª prova            | 2ª prova          | 3ª prova            | 4ª prova            | 5ª prova          | 6ª prova          | Risultato | Note     |
| ---- | ----------------------- | ---------------- | ------------------- | ----------------- | ------------------- | ------------------- | ----------------- | ----------------- | --------- | -------- |
|      | Mike Powell             | Stati Uniti      | 7,85 m (+0,2 m/s)   | 8,54 m (+0,4 m/s) | 8,29 m (+0,9 m/s)   | x                   | 8,95 m (+0,3 m/s) | x                 | 8,95 m    |          |
|      | Carl Lewis              | Stati Uniti      | 8,68 m (0,0 m/s)    | x                 | 8,83 m w (+2,3 m/s) | 8,91 m w (+2,9 m/s) | 8,87 m (−0,2 m/s) | 8,84 m (+1,7 m/s) | 8,91 m    | (8,87 m) |
|      | Larry Myricks           | Stati Uniti      | x                   | 8,20 m (?)        | x                   | 8,41 m (?)          | 8,42 m (+0,8 m/s) | x                 | 8,42 m    |          |
| 4    | Dietmar Haaf            | Germania         | 8,01 m (?)          | x                 | 8,22 m w (+3,3 m/s) | 8,05 m w (?)        | x                 | x                 | 8,22 m    |          |
| 5    | Bogdan Tudor            | Romania          | 7,85 m (?)          | 8,00 m (?)        | x                   | x                   | 8,06 m (+1,7 m/s) | x                 | 8,06 m    |          |
| 6    | Dave Culbert            | Australia        | x                   | 7,53 m (?)        | 8,02 m (+1,9 m/s)   | 7,27 m (?)          | x                 | 7,60 m (?)        | 8,02 m    |          |
| 7    | Giovanni Evangelisti    | Italia           | 7,97 m (?)          | 7,96 m (?)        | x                   | x                   | 8,01 m (+0,7 m/s) | 7,99 m (?)        | 8,01 m    |          |
| 8    | Vladimir Ochkan         | Unione Sovietica | 7,99 m w (+2,1 m/s) | x                 | x                   | x                   | 5,89 m (?)        | x                 | 7,99 m    |          |
| 9    | Jaime Jefferson         | Cuba             |                     |                   |                     |                     |                   |                   | 7,94 m    |          |
| 10   | André Müller            | Germania         |                     |                   |                     |                     |                   |                   | 7,94 m    |          |
| 11   | Chen Zunrong            | Cina             |                     |                   |                     |                     |                   |                   | 7,92 m    |          |
| 12   | Konstandinos Koukodimos | Grecia           |                     |                   |                     |                     |                   |                   | 7,92 m    |          |
| 13   | George Ogbeide          | Nigeria          |                     |                   |                     |                     |                   |                   | 7,78 m    |          |